# Bukit Lintag
Bukit Lintag är en kulle i Indonesien.   Den ligger i provinsen Aceh, i den västra delen av landet, 1 600 km nordväst om huvudstaden Jakarta. Toppen på Bukit Lintag är 30 meter över havet.
Terrängen runt Bukit Lintag är platt. Havet är nära Bukit Lintag åt nordost.Runt Bukit Lintag är det tätbefolkat, med 476 invånare per kvadratkilometer. Omgivningarna runt Bukit Lintag är en mosaik av jordbruksmark och naturlig växtlighet.